# Ampelasia azelinoides
Ampelasia azelinoides là một loài bướm đêm trong họ Erebidae.